# ريدوان
نادر خياط واسمه الفني ريدوان (بالإنجليزية: Redone)‏ (من مواليد 10 أبريل 1972 بمدينة تطوان) هو منتج موسيقي وموزع وكاتب أغاني ومغني مغربي حاصل على الجنسية السويدية عام 1991. حظي بشهرة عالمية من خلال تأليفه وإنتاجه لأغاني جاست دانس، بوكر فايس، لعبة حب، آليخاندرو وباد رومانس، اللواتي تعتبر من أكثر النجاحات العالمية للمغنية ليدي غاغا.
أنتج ريدوان خلال مسيرته الفنية العديد من الأغاني تعاون خلالها مع نخبة من المغنيين العالمين مرموقين أمثال: مايكل جاكسون، ليونيل ريتشي، كريستينا أغيليرا، الشاب خالد، شاكيرا، ليدي غاغا، جنيفر لوبيز، إيكون، إنريكيه إغليسياس، نيكول شيرزينغر، أشر، بيتبول، شون كينغستون، دارين زانيار، باكستريت بويز، ميكا، كات ديلونا، سبايس كاوبوي، سيارا، ميلين فارمر، كيلي رولاند، جيسون ديرولو، كنزة فرح، ميليسا نكوندا، فار إيست موفمينت، جستن بيبر، أليكسندرا بورك، هافانا براون، باولينا روبيو، نيكي ميناج، تايو كروز، وون دايركشن.
أطلق ريدوان شركة تسجيلاته الخاصة أسماها 2101 للتسجيلات بشراكة مع شركة يونيفرسال ميوزيك العالمية، الوحدة الإدارية لمجموعة يونيفرسال الموسيقية. تعاون خلالها مع العديد من الوجوه الشابة أمثال المغني والممثل الروسي أليكسي فوروبيوف الذي كتب له العديد من الأغاني التي تغنى بها خلال تمثيله روسيا في مسابقة الأغنية الأوروبية لعام 2012. كما تعاون سنة 2013 مع المغني المغربي الصاعد أنذاك أحمد شوقي لتوزيع ألبوم حبيبي أنا أحبك مع مغني راب الأمريكي بيتبول.
رشح ريدوان لعشر جوائز غرامي، فاز منها بثلاث جوائز، كما حصل على جائزة غراميس السويدية العريقة كمنتج السنة، والتي تعادل قيمتها جوائز غرامي الأمريكية. كما صنف عام 2009 المنتج الأول في بيلبورد هوت 100، وكاتب الأغاني الثالث عالميا ومؤلف السنة من طرف جمعية حقوق المؤلف الأمريكية بي إم إي.
في يوليو 2011 وشح من طرف ملك المغرب بوسام «الكفاءة الفكرية»، الذي يعد أعلى مراتب الشرف في وطنه.
بداية مسيرته الفنية:انتقل ريدوان إلى السويد مع عائلته عندما كان في سن المراهقة. بدأ اهتمامه بالموسيقى في السويد، حيث تأثر بموسيقى البوب والروك التي كانت منتشرة هناك. بدأ مسيرته كمغني وكاتب أغاني، لكنه لاحقًا ركز على الإنتاج الموسيقي، حيث وجد شغفه الحقيقي في العمل خلف الكواليس. عمل في بداياته مع بعض الفنانين السويديين المحليين ولكنه كان يسعى إلى تحقيق نجاح عالمي.الانطلاقة العالمية:بدأت مسيرة ريدوان العالمية عندما تعاون مع المغنية الأمريكية ليدي غاغا في ألبومها الأول The Fame عام 2008. كان منتجاً لأغنيتين من الألبوم، هما "Just Dance" و"Paparazzi"، وقد أصبحت الأغاني نجاحات كبيرة على مستوى العالم. لكن النقطة الأبرز في مسيرته جاءت مع أغنية "Poker Face"، التي كانت أيضًا من إنتاجه وحققت نجاحًا منقطع النظير.منذ ذلك الحين، أصبح ريدوان واحدًا من المنتجين الأكثر طلبًا في صناعة الموسيقى، حيث تعاون مع العديد من الفنانين العالميين، مثل:جينيفر لوبيز (Jennifer Lopez) في أغاني مثل "On the Floor".إنريكي إغليسياس (Enrique Iglesias) في أغنية "I Like It".نيكي ميناج (Nicki Minaj) في أغنية "Starships".بيتبول (Pitbull).شاكيرا (Shakira).الأسلوب الموسيقي:يمزج ريدوان في إنتاجاته بين مجموعة متنوعة من الأنماط الموسيقية، بما في ذلك موسيقى البوب، والروك، والهاوس، والريذم آند بلوز، مما يجعله قادرًا على إنتاج أغاني تتناسب مع مجموعة واسعة من الفنانين والجماهير. هذا التنوع هو ما جعله يتمتع بجاذبية عالمية واسعة.الجوائز والتقدير:بفضل نجاحاته، حصل ريدوان على العديد من الجوائز المرموقة. بعض هذه الجوائز تشمل:جوائز غرامي (Grammy Awards):فاز ريدوان بجائزة غرامي ثلاث مرات بفضل عمله مع ليدي غاغا في ألبوماتها وأغانيها الناجحة.جائزة بيلبورد الموسيقية (Billboard Music Awards):فاز بجوائز بيلبورد متعددة بفضل الأغاني التي قام بإنتاجها والتي احتلت المراتب الأولى في قوائم بيلبورد لأفضل الأغاني.جوائز MTV:حصل على جوائز من MTV لأفضل إنتاجات موسيقية مصورة، خاصة مع فيديوهات أغاني مثل "Bad Romance" لليدي غاغا.جائزة وورلد ميوزيك (World Music Awards):حصل على جائزة أفضل منتج موسيقي في العالم.جوائز ASCAP:حصل على جوائز متعددة من جمعية الملحنين والموسيقيين الأمريكية (ASCAP) تقديرًا لكتاباته وإنتاجاته الموسيقية الناجحة.وسام الملك محمد السادس:في عام 2011، كُرم ريدوان بوسام من العاهل المغربي الملك محمد السادس تقديرًا لإنجازاته الدولية في مجال الموسيقى.مسيرته الموسيقية الحالية:ما زال ريدوان نشطًا في صناعة الموسيقى حتى الآن. قام بإطلاق عدد من الأغاني باسمه كفنان، مثل أغنية "Boom Boom" بالتعاون مع دادي يانكي وفرنش مونتانا. كما يعمل على إنتاج الموسيقى لعدد من الفنانين العرب والعالميين.تأثيره على الصناعة:يُعد ريدوان من الشخصيات التي تركت بصمة واضحة في صناعة الموسيقى العالمية. فهو معروف بقدرته على تحويل الأغاني إلى نجاحات تجارية كبيرة بفضل تفانيه في العمل وفهمه العميق للذوق الموسيقي العالمي.

## البدايات الفنية
بدأ بإنتاج موسيقى البوب في أوروبا مع بداية القرن 21. استطاع بعد عدة محاولات إنتاج موسيقى ناجحة، فقد لقيت أغنيتي "I Wish" و"Little Mama" رواجاً كبيراً في كندا، والتي سجلها مغني الآر إن بي كارل هنري. حصل أيضاً على جائزة الجرامي السويدية (Grammis) ولقب أفضل أغنية إسكندنافية في العام، وذلك لأغنية "Step Up"، وقد عمل في ذلك الوقت مع زميله الموسيقي بلال حاجي.
في عام 2006، عاد للأضواء مرة أخرى مع أغنية "Bamboo" التي باتت «اللحن الرسمي» لبطولة كأس العالم لكرة القدم 2006. كما قام بإعادة إنتاج (remix) لأغنية "Hips Don't Lie" للمغنية شاكيرا مع وايكلف جين. قامت شاكيرا بغناء ريمكس هذه الأغنية في حفل ختام بطولة كأس العالم لكرة القدم 2006 في برلين مع حضور وايكلف جين. وقد شاهد هذا الاستعراض ما يقارب 1.2 مليار مشاهد عبر التلفاز.
بعد ذلك النجاح، انتقل للولايات المتحدة وبالتحديد لنيويورك، وبدأ بالعمل مع شركة إبيك ركوردس (Epic Records)، حيث ساهم في ألبوم المغنية كات ديلونا. في عام 2007، عمل مع العديد من المشاهير، مثل أيكون، وبراندي، وإنريكيه إغليسياس، وليونيل ريتشي، وروبين، وفليبسايد.
في عام 2008، أنتج عدة أغاني ذات شعبية كبيرة للمغنية ليدي غاغا وهي "Just Dance" و"Poker Face". كلا الأغنيتين حصلتا على مراكز متقدمة في تصنيفات الأغاني في عدة دول. كما أنتج 7 أغان في ألبوم "The Block" لنيو كيدز أون ذا بلوك. وقد حصل الألبوم هذا على المركز الثاني في تصنيف الألبومات التابع لبيلبورد. في نفس العام حصل على جائزة غرامي لأفضل إنتاج لموسيقى راقصة، بالنسبة لأغنية "Just Dance". بالإضافة لكونه منتج موسيقي، قام أيضاً بكتابة عدة أغان لكريستينا ميليان وتيفاني إيفانز، وبيكسي لوت، وشان كينغستون.
في عام 2009، واصل إنتاجه للموسيقى، حيث عمل بجانب ألكساندرا برك، وشوجابيبز، وباكستريت بويز، وكيسي، وليل جون. كما أنتج عدة أغان ناجحة لليدي غاغا.

## العمل الخيري
في عام 2011، أنشأ ريدوان مؤسسة 2101، وهي منظمة غير ربحية ملتزمة بمساعدة الشباب المحرومين وإلهام وتحفيز الشباب لمتابعة شغفهم في الحياة من خلال الموسيقى والفنون والتعليم. ويعتزم ريدوان إنشاء مؤسسة بتطوان لمساعدة الطلبة المغاربة في وضعية صعبة على مواصلة دراساتهم العليا في مجالات التجارة والأعمال والتدبير.

## جوائز وترشيحات

### جائزة غرامي
| سنة  | العمل المرشح               | جوائز                                | النتيجة |
| ---- | -------------------------- | ------------------------------------ | ------- |
| 2012 | Born This Way ليدي غاغا    | جائزة غرامي لألبوم السنة             | رُشِّح     |
| 2011 | ريدوان                     | جائزة غرامي لمنتج السنة              | رُشِّح     |
| 2011 | ألبوم وحش الشهرة ليدي غاغا | جائزة غرامي لألبوم السنة             | رُشِّح     |
| 2011 | ألبوم وحش الشهرة ليدي غاغا | جائزة غرامي لأفضل ألبوم بوب صوتي     | فوز     |
| 2010 | ألبوم الشهرة ليدي غاغا     | جائزة غرامي لألبوم السنة             | رُشِّح     |
| 2010 | بوكر فايس ليدي غاغا        | جائزة غرامي لأغنية العام             | رُشِّح     |
| 2010 | بوكر فايس ليدي غاغا        | جائزة غرامي لأغنية العام             | رُشِّح     |
| 2010 | بوكر فايس ليدي غاغا        | جائزة غرامي لأفضل تسجيل راقص         | فوز     |
| 2010 | ألبوم الشهرة ليدي غاغا     | جائزة غرامي لأفضل ألبوم رقص إلكتروني | فوز     |
| 2009 | جاست دانس ليدي غاغا        | جائزة جرامي لأفضل تسجيل راقص         | رُشِّح     |

### جائزة غرامي اللاتينية
| سنة  | العمل المرشح                  | جوائز                              | النتيجة |
| ---- | ----------------------------- | ---------------------------------- | ------- |
| 2011 | ألبوم النشوة إنريكيه إغليسياس | جائزة غرامي اللاتينية لألبوم السنة | رُشِّح     |

### جوائز جمعية ناشري الموسيقى في السويد
سنة 2010 منحت جمعية ناشري الموسيقى في السويد الموزع ريدوان العديد من الجوائز المتميزة خلال حفلها السنوي بما في ذلك:
- جائزة ملحن السنة
- جائزة أغنية السنة لأغنية «باد رومانس»
- جائزة أكثر أغنية آستماعا للسنة ل «باد رومانس»

### توشيحات
بعد حصوله على جوائز جرامي، وشح ريدوان من قبل ملك المغرب محمد السادس ب«وسام الكفاءة الفكرية» خلال حفل رسمي أقيم في طنجة في عام 2011.

## ديسكوغرافيا

### أغانيه المنفردة
| العمل                                                                                       | سنة  | ألبوم |
| ------------------------------------------------------------------------------------------- | ---- | ----- |
| "Don't You Need Somebody" (مع إنريكيه إغليسياس، روك سيتي (فرقة)، Serayah، أسيل عمران وشاغي) | 2016 | TBA   |
| "U Here Tonight" (مع فيتي واب، فرنش مونتانا وداينا جاين)                                    | 2017 | TBA   |
| "بوم بوم" (مع دادي يانكي، فرنش مونتانا، داينا جين هانسن)                                    | 2017 |       |

### مشاركة خاصة
| العمل                                             | سنة  | ألبوم             |
| ------------------------------------------------- | ---- | ----------------- |
| "الطرق على باب الجنة" (ريدوان مع شقيقه نبيل خياط) | 2012 | ألبوم دقات الحرية |

### نبذة من إنتاجاته الموسيقية
- 2005 - دارين زانيار - Step Up
- 2007 - كات ديلونا - Run the Show
- 2008 - إيكون - Sunny Day
- 2008 - دارين زانيار - Breathing Your Love
- 2008 - إنريكيه إغليسياس - أريد استعادة حبي Takin' Back My Love
- 2008 - ليدي غاغا - ارقص فقط
- 2008 - ليدي غاغا - لعبة حب
- 2008 - ليدي غاغا - وجه البوكر
- 2009 - ليدي غاغا - رومانسية سيئة
- 2009 - ليدي غاغا - آليخاندرو
- 2009 - بيكسي لوت - Here We Go Again
- 2009 - بيكسي لوت - Rolling Stone
- 2009 - ليتل بوتس - Remedy
- 2009 - شون كينغستون - Fire Burning
- 2009 - شوغابيبس - About a Girl
- 2009 - أليكسندرا بورك - Broken Heels
- 2009 - أليكسندرا بورك - The Silence
- 2009 - أليكسندرا بورك - Dumb
- 2010 - أليكسندرا بورك - Start Without You
- 2010 - إنريكيه إغليسياس - I Like It
- 2010 - ميكا - Kick Ass
- 2010 - موهومبي - Bumpy Ride
- 2010 - ناتاليا كيلز - Zombie
- 2010 - سيلينا غوميز أند ذا سين - Summer's Not Hot
- 2010 - ميلين فارمر - Oui mais... Non
- 2011 - كيلي رولاند - Down For Whatever
- 2011 - جنيفر لوبيز - أون ذا فلور
- 2011 - جنيفر لوبيز - بابي
- 2011 - بيتبول - رين اوفر مي
- 2011 - ناير - Suavemente
- 2011 - إنريكيه إغليسياس - Dirty Dancer
- 2012 - تايو كروز - There She Goes
- 2012 - الشاب خالد - هذه هي الحياة (أغنية)
- 2012 - جنيفر لوبيز - Dance Again
- 2013 - جنيفر لوبيز - ليف ات اب
- 2013 - بريانكا تشوبرا - إكزوتيك
- 2014 _ هلا مدريد - لاعبي ريال مدريد
- 2016 _ لا تحتاج شخص ما don't you need somebody - مع إنريكيه إغليسياس، روك سيتي، Serayah، أسيل عمران & شاغي
- 2018 - وان وورلد لكأس العالم لكرة القدم 2018 - One World
- 2019 - نعمان بلعياشي - adios
- 2020 -آفا ماكس - ملوك و ملكات
- 2022-جونغكوك وفهد الكبيسي - الحالمون كأس العالم قطر 2022

### ريمكس
- 2004 - كيفن ليتل - تورن مي أون (ريدوان ريمكس بوب الرقص)
- 2005 - دارين زانيار - ستيب أوب (مع جاي شون) (ريدوان ريمكس)
- 2006 - شاكيرا - وراكي لا تكذب بامبو (كأس العالم لكرة القدم 2006) (ريدوان ريمكس مع وايكلف جين)
- 2007 - كريستينا أغيليرا - كاندي مان (ريمكس رسمي)
- 2008 - نيو كيدز أون دا بلوك مع جاداكيس - Summertime (ريدوان ريمكس)
- 2008 - نيو كيدز أون دا بلوك - Dirty Dancing (ريدوان ريمكس)
- 2008 - The Clique Girlz - Smile (ريدوان ريمكس)
- 2008 - ليدي غاغا مع كاردينال أوفيشال - جاست دانس (ريدوان ريمكس)
- 2009 - إنريكيه إغليسياس مع سارة كونور - استرجع حبي (ريدوان مزيج ريمكس)
- 2010 - ليفي فرنك - Automatik (ريدوان ريمكس)
- 2010 - أليكسندرا بورك مع لازا مورغان - Start Without You (ريدوان ريمكس)
- 2010 - فار إيست موفمينت ft موهومبي، ديف (موسيقية) & The Cataracs - Like a G6 (ريدوان ريمكس)
- 2011 - أشر - مور (ريدوان ريمكس جيمي جوكر)
- 2011 - هافانا براون مع بيتبول - We Run The Night (راديو الولايات المتحدة، ريمكس)
- 2012 - بورسلان بلاك - Naughty Naughty (ريدوان مزيج ريمكس)
- 2012 - إيميلي ساندي - My Kind of Love (ريدوان وأليكس بي ريمكس))